# Cascade Cliffs
Die Cascade Cliffs sind rund 200 m hohe Felsenkliffs im Norden der westantarktischen James-Ross-Insel. Sie ragen 0,5 km nordwestlich der Förster-Kliffs auf und erstrecken sich vom Blancmange Hill ausgehend in östlicher Richtung. 
Das UK Antarctic Place-Names Committee benannte sie 2006 nach den Kaskaden aus Schmelzwasser, die über diese Kliffs hinabstürzen.